# MY ALL
「MY ALL」（マイ・オール）は、日本の歌手、浜崎あゆみの楽曲。2008年1月1日発売の9thオリジナル・アルバム『GUILTY』に収録されている。湯汲哲也が作曲、H∧Lが編曲を担当している。

## 解説
- 2015年に行われた浜崎あゆみのコンサート会場で実施したアンケートで、ファン投票で1位になった楽曲となった[2]。
- アルバム収録曲でありながら、「A Song for ××」「Who...」と共に浜崎の2000年代後半を代表する楽曲の一つとして挙げられている。
- アルバムリリースに先駆け、リリース前日に開催されたカウントダウン公演『ayumi hamasaki COUNTDOWN LIVE 2007-2008 Anniversary』以降、単発公演・コンサートツアーのアンコールラストを飾る曲として披露されている。また、それまでのラストとなっていた「Who...」と同様に間奏・中盤にサポートメンバー・ダンサー名を浜崎から紹介するのが恒例となっている。
- 日本レコード協会は2012年5月度着うた等有料音楽配信認定「着うたフル」のカテゴリでゴールドディスクに認定された[3]。

## クレジット表記
- H∧L（梅崎俊春 & 清水武仁） - arrangement, programming
- 清水武仁 - guitar
- 広谷順子 - additional chorus arrangement, additional b.g. vocal
- 丸山真由子 - additional programming
- 森元浩二 - mixing

## Chinese version
「MY ALL (Chinese version)」（マイ・オール・チャイニーズ・バージョン）は、2020年8月9日に配信限定シングルとしてゲリラリリースされた。

### 解説 (Chinese version)
- 前作『Dreamed a Dream』からわずか、9日ぶりでのリリースとなる。2020年第三弾のデジタルシングル。
- 各国語のバージョンは本作以前にも、2008年9月にリリースされたベスト・アルバム『A COMPLETE 〜ALL SINGLES〜』輸入（アジア）盤のみに収録されていた、「Who... (Chinese version)」も存在していた。
- 本バージョンは、浜崎のデビュー日にあたる2020年4月8日にTikTok内の動画にて原曲と共に公開[4]。後に、同年8月8日の配信日前日には、動画サイトYouTubeのアカウントにおいて正式にゲリラ公開された。

### 収録曲
1. MY ALL (Chinese version) [5:25]
words : ayumi hamasaki / composition : Tetsuya Yukumi / 中国語訳：郭德紫毅